# أبو دينار
أبو دينار  وهو نوع من أنواع الصدف.